# Ганиева, Фаида Абубакаровна
Фаида Абубака́ровна Гани́ева (14 марта 1937, Ахты, СССР — 10 апреля 2025) — советский и российский лингвист, кавказовед, специалист в области лексикологии, лексикографии и описательной грамматики хиналугского и лезгинского языков. Доктор филологических наук (2005), ведущий научный сотрудник Института языка, литературы и искусства ДНЦ РАН.

## Биография
Родилась в лезгинском селе Ахты в Дагестане, была младшей из трёх дочерей. После школы решила поступать на филологический факультет в Институт горянок (будущий Даггоспедуниверситет). В 1960 году после окончания института вернулась домой, работала школьным учителем в селе Кака. После замужества переехала в Баку, где два года работала учительницей русского языка. Вновь вернувшись в Дагестан, продолжала работать учителем в школе с. Ахты. В общей сложности проработала в школах Ахтынского района семь лет.
В 1967 году стала аспиранткой Дагестанского госуниверситета. Темой кандидатской диссертации стал «Джабинский диалект лезгинского языка», научным руководителем — Унеизат Мейланова. В 1970 году по окончании аспирантуры устроилась на работу в отдел бесписьменных дагестанских языков Института языка, литературы и искусства, позже на протяжении многих лет работала в отделе лексикологии и лексикографии Института.
В 1980 году защитила кандидатскую диссертацию в Тбилисском государственном университете. Докторскую диссертацию «Проблемы отраслевой лексики лезгинского языка: семантика, структура и этимология» защитила в Москве в Институте языкознания РАН в 2005 году.
Награждена Почетной грамотой Президиума АН СССР, медалью «Ветеран труда», Почетной грамотой Президиума ДНЦ РАН, Грамотой Правительства Республики Дагестан, орденом «Честь и гордость Дагестана — Золотой орёл». В 2017 году ей присвоено почётное звание «Заслуженный деятель науки Республики Дагестан». За активную работу по развитию и сохранению родного лезгинского языка Ф. А. Ганиева награждена премией героического эпоса «Шарвили» и премией имени выдающегося учёного-лингвиста М. М. Гаджиева.
К 80-летию Ф. А. Ганиевой в отделе краеведческой и национальной литературы Национальной библиотеки Республики Дагестан прошла книжная выставка «Жизнь, прожитая с наукой».

## Научная деятельность
Ф. А. Ганиева — автор фундаментальных исследований по лексикологии, лексикографии и описательной грамматики хиналугского языка и диалектов лезгинского языка. За весь период научной деятельности ею опубликовано более 200 научных трудов, в том числе 12 монографических исследований, 4 из которых переизданы. Она является одним из ведущих лингвистов Дагестана.
На протяжении 54 лет (с 1967 по 2021 годы) вела полевую работу в селениях Дагестана и Азербайджана, в том числе 12 лет подряд ездила в лингвистические экспедиции в с. Хиналуг. Была знакома и работала над сбором материалов по хиналугскому языку с хиналугским поэтом Рагимом Алхасом.
Является одним из составителей фундаментального «Русско-лезгинского словаря» (буквы В, Д, Е, Ё, Ж, З, И). Работает над диалектологическим словарем лезгинского языка.

## Основные труды
- Ганиева Ф. А. Хиналугско-русский словарь. Махачкала: ИЯЛИ, 2002. — 495 с.
- Ганиева Ф. А. Отраслевая лексика лeзгинскoго языка. Махачкала: ИЯЛИ, 2004. — 331 с. Изд. 2-е: Махачкала: ИЯЛИ, 2012. ISBN 978-5-91431-070-4
- Ганиева Ф. А. Джабинский диалект лезгинского языка. Махачкала: ИЯЛИ, 2007. — 220 с. Изд. 2-е: Махачкала: ИЯЛИ, 2012. ISBN 978-5-91431-066-7
- Ганиева Ф. А. Курушский говор лезгинского языка. Махачкала: ИЯЛИ, 2008. — 293 с. Изд. 2-е: Махачкала: ИЯЛИ, 2012. ISBN 978-5-91431-069-8
- Ганиева Ф. А. Диалекты и говоры самурского наречия лезгинского языка (мазинский и гутумский диалекты, мичахский и смугульский говоры). Махачкала: ИЯЛИ, 2011. — 471 с. ISBN 978-5-904621-31-5
- Ганиева Ф. А. Отраслевая лексика хиналугского языка. Махачкала: ИЯЛИ, 2015. — 408 с. ISBN 978-5-91431-136-7
- Русско-лезгинский словарь = Урус чIаланни лезги чIалан словарь : более 40 тысяч единиц / Сост. У. Мейланова, Ф. Ганиева, А. Гюльмагомедов, С. Юзбекова Т. Саидов, А. Рамалданов, Б. Талибов; под ред. С. Б. Юзбековой, Н. Ш. Абдулмуталибова. Махачкала: ИЯЛИ, 2013. — 759 с. ISBN 978-5-91431-089-6